# Kōdōkan
Il Kodokan (講道館?, Kōdōkan) è la sede centrale della comunità mondiale del judo.
Kō significa "a lezione" o "per diffondere le informazioni", dō significa "la via" e kan è "un edificio pubblico" o "sala": nell'insieme, quindi, si può tradurre approssimativamente come "luogo per lo studio" o "la promozione della via".
È stato istituito da Jigorō Kanō, il fondatore del judo, nel 1882 e si trova ora in un edificio di otto piani a Tokyo, capitale del Giappone.

## Funzione
Il Kodokan offre corsi per coloro che vogliono diventare maestri di judo e il programma è autorizzato come una non-scuola regolare dal Governo Metropolitano di Tokyo. I suoi corsi includono le teorie e la pratica del judo e l'istruzione generale; il corso è diviso in due, uno generale per i novizi e corsi speciali per coloro che hanno completato il corso generale o il suo equivalente.
Molte cinture nere di judo di tutto il mondo diventano membri del Kodokan e sono registrati presso di esso.

## Storia
L'istituto è stato fondato con solo nove discepoli; la crescita del judo nei suoi primi anni è dimostrata dalla crescita del Kodokan stesso:
- 12 stuoie - maggio 1882, al Eishoji, un tempio buddista a Kamakura
- 10 stuoie - febbraio 1883, a Jimbocho, Kanda
- 20 stuoie - settembre 1883, a casa di Shihan, il Kojimachi
- 40 stuoie - Primavera 1887, a Shinagawa, il Kojimachi
- 60 stuoie - aprile 1890, a Hongo-ku, Masaga-chō
- 107 stuoie - febbraio 1894, a Koishikawa-cho, Shimotomisaka-chō
- 207 stuoie - novembre 1897, a Koishikawa, Shimotomisaka-chō
- 314 stuoie - gennaio 1898, a Ōtsuka Sakashita-chō
- 514 stuoie - dicembre 1919, al numero 1-chome Kasuga-cho, Bunkyo-ku
- 986 stuoie - marzo 1958, a 2-chome, Kasuga-cho, Bunkyo-ku

Oggi il Kodokan conta 1.206 stuoie distribuite tra i cinque dojo principali (Principale, Scuola, Internazionale, Donna, Bambino) più un "dojo speciale" per i judoka in pensione e lo studio particolare della tecnica.

## Struttura
Il Kodokan è composto da otto piani e un seminterrato, in cui si trovano spazi che servono per l'alloggio, la formazione e la ricerca dei judoka.
Il piano interrato ha la caffetteria e alcune sale per conferenze; il primo piano dispone di un ampio parcheggio, una banca e un negozio. Il secondo piano ha una biblioteca e altre sale per conferenze, il terzo è per i judoka e visitatori che vivono nel dojo, il quarto ospita gli spogliatoi.
Il quinto, il sesto e il settimo piano sono tutti utilizzati come spazio di formazione (al settimo piano si trova il dojo principale), mentre l'ottavo piano è per gli spettatori ed ha posti a sedere che si affacciano nello spazio principale del settimo piano.

## Presidenti
- Jigorō Kanō  (1882-1938)
- Nango Jiro (1938-1946)
- Risei Kanō  (1946-1980)
- Yukimitsu Kanō (1980-2009)
- Haruki Uemura  (2009-)

## Accesso
Metropolitana di Tōkyō:

■ Marunouchi-sen (M22 丸ノ内線, Stazione di Kōrakuen),

■ Namboku-sen (N11 南北線, Stazione di Kōrakuen),

■ Mita-sen (I12 都営三田線, Stazione di Kasuga),

■ Oedo-sen (E07 都営大江戸線, Stazione di Kasuga).